# Paul (Idaho)
Paul és una població dels Estats Units a l'estat d'Idaho. Segons el cens del 2000 tenia 998 habitants.

## Demografia
Segons el cens del 2000, Paul tenia 998 habitants, 409 habitatges, i 276 famílies. La densitat de població era de 602,1 habitants/km².
Dels 409 habitatges en un 31,3% hi vivien nens de menys de 18 anys, en un 54% hi vivien parelles casades, en un 8,6% dones solteres, i en un 32,3% no eren unitats familiars. En el 28,4% dels habitatges hi vivien persones soles el 17,6% de les quals corresponia a persones de 65 anys o més que vivien soles. El nombre mitjà de persones vivint en cada habitatge era de 2,44 i el nombre mitjà de persones que vivien en cada família era de 2,99.
Per edats la població es repartia de la següent manera: un 27,3% tenia menys de 18 anys, un 7,3% entre 18 i 24, un 24,7% entre 25 i 44, un 22,2% de 45 a 60 i un 18,4% 65 anys o més.
L'edat mediana era de 39 anys. Per cada 100 dones de 18 o més anys hi havia 90,1 homes.
La renda mediana per habitatge era de 30.417 $ i la renda mediana per família de 35.179 $. Els homes tenien una renda mediana de 33.375 $ mentre que les dones 21.172 $. La renda per capita de la població era de 15.627 $. Aproximadament el 9,8% de les famílies i el 14,6% de la població estaven per davall del llindar de pobresa.

## Poblacions més properes
El següent diagrama mostra les poblacions més properes.